# Камынин, Кирилл Леонтьевич
Кири́лл Лео́нтьевич Камы́нин (13 [26] февраля 1904 — 16 января 1944) — участник Великой Отечественной войны, командир стрелкового отделения 29-го гвардейского стрелкового полка 12-й гвардейской стрелковой дивизии 61-й армии Центрального фронта, гвардии сержант РККА, Герой Советского Союза (1944).

## Биография
Кирилл Камынин родился в селе Большая Поляна (ныне расположено в Тербунском районе Липецкой области) в крестьянской семье. По национальности — русский. После окончания начальной школы работал горным мастером на шахте № 9 имени В. И. Ленина в Ворошиловградской области.
Участник Великой Отечественной войны. В октябре 1941 года был призван в ряды Красной Армии Свердловским райвоенкоматом Свердловского района Ворошиловградской области Украинской ССР. В боях участвовал с июля 1942 года, в качестве командира стрелкового отделения 29-го гвардейского стрелкового полка (12-я гвардейская стрелковая дивизия, 61-я армия, Центральный фронт).
28 сентября 1943 года, гвардии сержант Кирилл Камынин со своим отделением в числе первых преодолел Днепр у деревни Глушец (Лоевский район, Гомельская область, БССР), захватил и удерживал рубеж, обеспечивая форсирование реки другими подразделениями. В боях по удержанию и расширению плацдарма, умело командуя отделением, отразил несколько контратак противника, за что был представлен к званию Героя Советского Союза.
Указом Президиума Верховного Совета СССР «О присвоении звания Героя Советского Союза генералам, офицерскому, сержантскому и рядовому составу Красной Армии» от 15 января 1944 года за «образцовое выполнение боевых заданий командования по форсированию реки Днепр и проявленные при этом мужество и героизм» гвардии сержанту Кириллу Леонтьевичу Камынину было присвоено звание Героя Советского Союза с вручением ордена Ленина и медали «Золотая Звезда».
Но эту высокую награду Кирилл Камынин лично так и не получил. 14 января 1944 года, участвуя в Калинковичско-Мозырской наступательной операции, он в составе 12-й гвардейской стрелковой дивизии вышел на берег реки Птичь севернее города Калинковичи в Октябрьском районе (ныне Светлогорский район Гомельской области Белоруссии). 16 января при попытке форсирования реки Птичь Камынин погиб. Похоронен в братской могиле в деревне Корени Светлогорского района Гомельской области.

## Награды
- Медаль «Золотая Звезда» Героя Советского Союза (15.01.1944)[2][3] — за образцовое выполнение боевых заданий командования на фронте борьбы с немецко-фашистскими захватчиками и проявленные при этом мужество и героизм;
- орден Ленина (15.01.1944);
- медаль «За отвагу» (27.07.1943).

## Память
- Имя Героя Советского Союза Кирилла Камынина носят улицы в посёлке городского типа Тербуны и в городе Светлогорске.